# Amira Willighagen
Amira Willighagen, née le 27 mars 2004 à Nimègue (Pays-Bas), est une chanteuse néerlando-sud-africaine devenue célèbre par son talent d'interprétation de musique classique, d'arias et d'opéras, sans jamais avoir pris le moindre cours de chant ou de musique,.
En octobre 2013, Amira âgée de 9 ans seulement, participe aux auditions de l'émission Holland's Got Talent (nl) où elle séduit les jurés avec son interprétation de  O mio babbino caro de l'opéra Gianni Schicchi. La vidéo de cette performance est devenue rapidement un hit sur la plateforme YouTube, avec plus de 36 millions de vues à travers le monde depuis juin 2015.
En demi-finale, Amira a chanté l'Ave Maria de Gounod. Le 28 décembre 2013, elle remporte la finale du concours de jeunes talents avec son interprétation de Nessun dorma, un air pour ténor de l'opéra de Giacomo Puccini Turandot, devenue très populaire avec plus de 50 % des votes en sa faveur par les téléspectateurs.

## Discographie
Omio
- 2014 : Amira
- 2015 : Merry Christmas
- 2018 : With All My Heart
- 2020 : 5 Jaar Gelukskinders DVD
- 2020 : Classics Live
- 2021 : Streaming Shows of 2020	DVD/CD